# Thomas W. Ferry

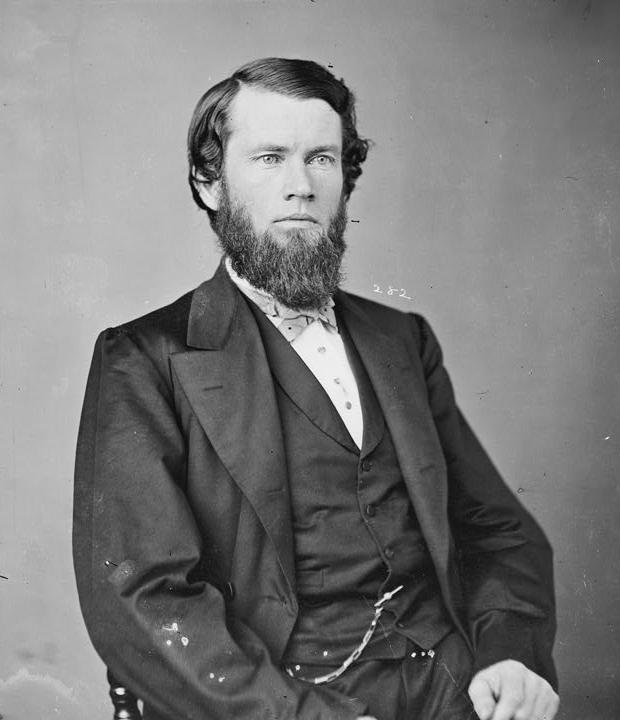
Thomas W. Ferry

Thomas White Ferry, född 10 juni 1827 i Michiganterritoriet, död 13 oktober 1896 i Grand Haven, Michigan, var en amerikansk republikansk politiker. Han representerade delstaten Michigan i båda kamrarna av USA:s kongress, först i representanthuset 1865–1871 och sedan i senaten 1871–1883.
Ferry gick i skola i Grand Haven och var sedan verksam inom handelssektorn. Han blev invald i representanthuset i kongressvalet 1864. Han omvaldes 1866 och 1868. Ferry efterträdde sedan 1871 Jacob M. Howard som senator för Michigan. Han omvaldes 1877. Ferry efterträddes 1883 som senator av Thomas W. Palmer.
Ferry avled 1896 och gravsattes på Lake Forest Cemetery i Grand Haven.